# Organska kemija
Organska kemija je grana kemije koja proučava spojeve ugljika koji čine živi svijet. To je relativno nova znanost jer je počela rasti tek početkom 19. stoljeća. Ugljik je u organskim spojevima uvijek četverovalentan. Danas je poznato preko 20 milijuna različitih organskih spojeva. Glavni je razlog tomu sposobnost ugljika da se na različite načine veže u prstenaste i lančaste molekule.

## Povijest
Godine 1828. je njemački kemičar Friedrich Wöhler uspio iz anorganskog spoja dobiti organski spoj mokraćevinu ili ureu. U to doba mislilo se da je to nemoguće jer organski spojevi nastaju samo u živim bićima djelovanjem vis vitalis (žive sile). Do 19. stoljeća ljudi su mislili da je nemoguće sintetizirati organske spojeve u laboratoriju, no 1824. sintetizirana je oksalna kiselina, a par godina kasnije i urea.

## Organski spojevi

### Svojstva
Po svojoj strukturi, organski su spojevi uglavnom kovalentne nepolarne molekule. Atomi ugljika su uvijek četverovalentni, a kut između dva (od četiri) vezana atoma je 109.5°. Zbog nepolarne strukture organski se spojevi ne otapaju u vodi, nego u nepolarnim (organskim) otopinama. Tekući su organski spojevi zbog niskih vrelišta hlapljivi i zapaljivi.

### Podjela

#### Prema strukturi
- aciklički (alifatski) - atomi ugljika čine lančaste molekule.
  - zasićeni - atomi ugljika su vezani samo jednostrukom kovalentnom vezom.
  - nezasićeni - osim jednostruke, između atoma ugljika postoji i dvostruka i/ili trostruka kovalentna veza.
- ciklički - atomi ugljika čine prstenaste molekule.
  - karbociklički - prsten je građen samo od atoma ugljika.
    - zasićeni - atomi ugljika su vezani samo jednostrukom kovalentnom vezom.
    - nezasićeni - osim jednostruke, između atoma ugljika postoji i dvostruka kovalentna veza.
    - aromatski - u prstenu su jednostruka i dvostruka kovalentna veza poredane naizmjenično.

  - heterociklički - u prstenu postoje i drugi atomi (koji se nazivaju heteroatomima) osim atoma ugljika (npr. atom kisika, dušika, sumpora...).

#### Prema funkcionalnim grupama
- ugljikovodici
- karboksilne kiseline
- aldehidi
- ketoni
- esteri
- alkoholi
- fenoli
- eteri
- amini
- amidi
- nitro-spojevi
- trigliceridi
- ugljikohidrati

## Vanjske poveznice
Ostali projekti
|  | Zajednički poslužitelj ima još gradiva o temi Organska kemija |

Mrežna mjesta
- organska kemija Hrvatska enciklopedija
- Mladen Tudor, Organska kemija (predavanja), Institut za oceanografiju i ribarstvo, Split, 2011.
- Organicworldwide  Arhivirana inačica izvorne stranice od 16. ožujka 2015. (Wayback Machine) (engl.)

| Portal:Kemija | Portal: Kemija |